# X-7
Ruhrstahl X-7 (нем. «Rotkäppchen» — «Красная шапочка») — первая в мире противотанковая управляемая ракета, разработанная во время Второй мировой войны в нацистской Германии доктором Максом Крамером. Разработка ракеты была начата в 1943 году.

## Предыстория
Работы над управляемыми реактивными противотанковыми боеприпасами с наведением по проводам начались в военных лабораториях компании BMW (именно им мир обязан появлением противотанковых управляемых ракет) ещё в 1941 году, когда научно-технические специалисты этой компании пришли к выводу, что внедрение передовых достижений ракетной техники и дистанционного управления по проводам в сферу пехотного вооружения, поможет увеличить эффективную дальность стрельбы и вероятность поражения танков и тяжёлой бронетехники противника на расстояниях, недоступных имеющимся противотанковым средствам. Однако Имперское управление вооружений по причинам бюрократического характера чинило BMW всяческие препятствия продолжению работы по тематике управляемых ракет (поскольку работы над любыми долгосрочными проектами, не обещающими скорой готовности к принятию на вооружение и не гарантирующими требуемого результата были запрещены личным распоряжением фюрера ещё в самом начале войны, а чиновники с немецкой педантичностью соблюдали все данные им указания), в результате чего работы по ним возобновились только на завершающем этапе войны, когда поражение Рейха уже было предопределено, а BMW было предписано передать имеющиеся наработки другим компаниям военной промышленности. В итоге, успехи немецких учёных в сфере разработки управляемого ракетного оружия пехоты никак не повлияли на ход военных действий на сухопутных театрах (хотя при прочих равных и при условии внедрения других передовых военных технологий, они могли весьма существенно отразиться на ходе и исходе войны). Первенство изготовления первых функциональных и серийных ПТУР досталось другим компаниям, а испытать первые ПТУР в боевой обстановке на Восточном фронте удалось по всей вероятности только в начале 1945 года, накануне поражения Рейха в войне. Впрочем, относительно хронологии случаев применения управляемых противотанковых боеприпасов на Восточном фронте в военной мемуаристике имеются разногласия. Так, например, применение ПТУР в августе 1944 года (очевидно, речь идет об испытаниях опытных немецких вооружений в боевой обстановке) упоминается в воспоминаниях В. И. Чуйкова:

Здесь впервые я увидел, как противник применил против наших танков противотанковые торпеды, которые запускались из окопов и управлялись по проводам. От удара торпеды танк разрывался на огромные куски металла, которые разлетались на 10-20 метров.— Чуйков В. И. «Гвардейцы Сталинграда идут на запад»
Тем не менее, в приведенных мемуарах отсутствуют уточняющие данные не только о конструктивных особенностях (наличии или отсутствии оперения), но и о типе движителя применявшихся «противотанковых торпед».

## История
Во второй половине Второй мировой войны наметилось отставание эффективности противотанковой артиллерии в соревновании с бронезащитой танков. Рост защищенности всех типов бронированных целей настоятельно потребовал увеличения калибров противотанковых пушек и совершенствования специализированных снарядов кинетического действия, в первую очередь за счет увеличения их начальной скорости. С повышением калибра орудия и дальности стрельбы сильно увеличивалась масса артиллерийской системы (ствола, лафета и противооткатных устройств) и снижалась маневренность (подвижность) артиллерийской системы. С другой стороны, поскольку германское ручные гранатомёты типов Panzerfaust и Panzerschreck, оснащенные новым на тот период кумулятивным зарядом, поражали бронированные цели, в зависимости от модели, лишь на дальности не более 100—150 м.
В 1944 году Управление вооружений сухопутных войск Heereswaffenamt поручило фирме Руршталь АГ разработать ракету X-7 (проект 8-347). Фирма Руршталь АГ при разработке взяла за основу авиационную ракету X-4, успешно прошедшую испытания к тому моменту времени. К массовому производству в 1945 году были готовы заводы Ruhrstahlwerke (Бракведе) и Mechanische Werke (Нойбранденбург).
До начала серийного производства, которому помешал конец нацистской Германии, было выпущено около 300 ракет, часть которых союзники обнаружили на подземном складе вблизи Гарца, а часть успела попасть на фронт, и использовалась в боевых действиях. Известен также вариант ракеты для запуска с самолёта (то есть фактически, эта модификация была управляемой ракетой типа воздух-земля).
Направления развития и улучшения конструкции X-7 Rotkäppchen получили названия:
- проект «Штайнбок» (Steinbock) — попытка разработать беспроводную инфракрасную систему управления ракетой
- проект «Пфайфенкопф» (Pfeifenkopf)- попытка внедрить «аппарат поиска цели» на ракетной системе (путём сличения сигнала с двух оптических сенсоров)
- проект «Флундер» (Flunder) — предполагал использование запасных частей гранатомёта Panzerfaust включая боеголовку и трубу запуска ракеты.

Ни один из выше приведённых проектов развития конструкции X-7 Rotkäppchen не был завершён.

### Испытания и применение в ходе войны
Пробные воздушные пуски модификации ракеты воздух-земля X-7 «Rotkäppchen» проводились с переоборудованного истребителя Fw 190 F-8. В войска авиационная версия ракеты не поступала.
Наземные испытания проводились с 21 сентября 1944 года на полигоне Зеннелагер. В испытаниях участвовало 7 ракет данной модели. Первые 4 запуска завершились авариями (ракеты зарывались в землю через 20-25 м после старта) из-за неточного управления. В ходе 2 последующих пусков во время полёта к цели взорвались ракетные двигатели. Последняя из испытуемых ракет, пролетев всю дистанцию до цели, успешно поразила на расстоянии 500 м танк в самый центр корпуса. По утверждению Йозефа Данчера, в апреле 1945 года испытания «X-7» ещё не были завершены и о принятии её на вооружение речи не шло.
В боевые части для применения «X-7» не поступила. Несмотря на это, не исключено, что ракеты могли быть использованы в бою когда отступающие немецкие части нашли большое количество экспериментальных ракет «X-7» в «Пещере Аладдина» у Штольберга в Гарце.

### Влияние на разработки Союзников
Попавшие в 1945 году во Францию образцы ракеты были использованы при создании одного из первых противотанковых комплексов ПТУР Nord SS.10. К 1952 году Nord SS.10 был готов к производству.

## Устройство
Лёгкая двухступенчатая ПТУР. Сигарообразный корпус с пристыкованными крыльями, установленными в задней части, и стабилизатором, вынесенным на трубчатой балке. На левом крыле и на стабилизаторе установлены интерцепторы.
Масса двигателя первой ступени фирмы WASAG 109—506 c зарядом быстрогорящего дигликолевого пороха составляла 3—3,5 кг. Двигатель первой ступени развивал тягу 62—68 кгс в течение 2,5 сек. и сообщал ракете скорость до 98 м/сек. После отработки первой ступени срабатывал двигатель второй ступени с зарядом медленногорящего пороха, развивавший тягу 4,9—5,5(8?) кгс в течение 8—8,5 сек. Одновременно с запуском первой ступени воспламенялся газогенератор, который с помощью турбины раскручивал гироскопы ракеты. Стабилизация полета обеспечивалась гироскопами, скорость осевого вращения ракеты в полёте составляла 2 оборота/сек.
После пуска ракеты команды управления на неё передавались по двум изолированным проводам, катушки с которыми размещались в крыльевых законцовках. Непосредственное наведение производилось визуально по трассёрам с помощью рукоятки управления — «кнюппеля» (подобие джойстика). Взрыватель пьезоэлектрический, контактный.

## Основные технические характеристики
- Длина — 0,758 м
- Диаметр корпуса — 0,14 м
- Размах оперения (крыла) — 0,6 м
- Снаряжённая масса ракеты — 9,0 кг
- Масса ракеты на пусковом станке — (9,0 + 15,0) = 24,0 кг
- Напряжение стартовой электробатареи — 300 Вольт
- Масса кумулятивной боевой части — 2,5 кг
- Время работы первой ступени (тяга 68 кгс) − 2,5 с
- Время работы второй ступени (тяга 5,5 кгс) − 8,5 с
- Максимальная скорость — 98 м/c. (по другим данным 300 км/ч., или 83,3 м/c в среднем)
- Дальность действия макс. — 1200 м (1500—2000 м)
- Бронепробиваемость — 200 мм